# St. Lambert (Mainz)
St. Lambert war zunächst eine Eigenkirche in Mainz und gehörte später zu verschiedenen städtischen Klöstern (Lorscher Hof (Kloster Lorsch), Beginenkloster, neues Franziskanerkloster), bis es in der Zeit der Säkularisierung von den Franzosen beschlagnahmt wurde. Die Gebäude wurden 1832 abgerissen. 

## Geschichte
St. Lambert wurde urkundlich erstmals 779 als Eigenkirche erwähnt. Aufgrund des Patrons kann aber angenommen werden, dass die Kirche älter ist: Lambert oder Lantbert war Bischof von Lüttich und wurde 705 erschlagen. 716 wurden seine Gebeine nach Lüttich überführt und seitdem breitete sich seine Verehrung aus. Er war der Neffe eines Hrupert (=Rupert) und damit vielleicht mit den Rupertinern (Robertiner) verwandt. Diese besaßen Besitztümer in Mainz, die sich aufgrund von Erbteilungen auf mehrere Familien der Rupertiner verteilten. Es ist daher wahrscheinlich, dass diese Familie die Kirche Anfang des 8. Jh. erbaute.
Die Rupertiner übertrugen 800 bis 815 siebzehn Schenkungen auf das Kloster Lorsch im Odenwald. Da nach der Übertragung der Kirche an das Kloster Lorsch St. Lambert nicht mehr erwähnt wird, kann vermutet werden, dass es in den Gütern von Lorsch aufging (Dietz geht von einer Übertragung im Jahr 900 aus). Diese Vermutung wird dadurch bestärkt, dass für 1100 ein Hof des Klosters Lorsch in Mainz mit dem Namen curia sancti Lamberti nachgewiesen werden kann. Aufgrund des Patroziniums „sancti Lamberti“ ist es sehr wahrscheinlich, dass zu dem Hof die ehemalige Eigenkirche St. Lambert gehörte. Dabei handelt es sich vermutlich um den Lorscher Hof, der 1327 ein Benediktinerkloster wurde und in das zu einem nicht bekannten Zeitpunkt die Beginen einzogen. Die Beginen blieben bis Ende des 16. Jahrhunderts im ehemaligen Lorscher Hof.
1612 wurde der Lorscher Hof unter dem Mainzer Kurfürst-Erzbischof Johann Schweikard in ein Franziskanerkloster umgewandelt. Er hatte die Franziskaner als Gegenreform zur lutherischen Lehre nach Mainz geholt. Die Franziskaner bauten eine neue Kirche mit dem Patrozinium St. Lambert, die 1628 geweiht wurde. Danach errichteten sie auf dem Areal auch ein neues Kloster, dass 1713 ein Gästehaus erhielt.
1793 wurden alle Gebäude beim Beschuss von Mainz schwer beschädigt und teilweise wieder aufgebaut.
1798 nutzten die Franzosen die Gebäude als Magazin. Die Franziskaner verließen 1802 Mainz, die Gebäude wurden 1832 abgerissen.
Das Kloster lag im Areal zwischen Franziskanerstraße, Stadthausstraße und Sonnengäßchen in der heutigen Fußgängerzone von Mainz.

## Hinweis
Die hier dargestellte geschichtliche Entwicklung von St. Lambert gilt als wahrscheinlich, aber nicht als gesichert, da es im Hof der Grafen von Rieneck und in den Weinbergen der Stadt Mainz weitere Kirchen mit dem Namen St. Lambert gegeben hatte und somit Verwechslungen möglich sind.